# Katharina Menz
Katharina Menz (Backnang, 8 de outubro de 1990) é uma judoca alemã.

## Carreira
Menz esteve nos Jogos Olímpicos de Verão de 2020 em Tóquio, onde conquistou a medalha de bronze no confronto por equipes mistas como representante da Alemanha, conjunto de judocas que derrotou o time holandês. Em 2021, também competiu no evento feminino até 57 kg no Judo World Masters, realizado em Doha, no Qatar.